# Episch-didactische literatuur
De episch-didactische literatuur is een literair genre in proza- of poëzievorm dat zowel epische (verhalende) als didactische (onderwijzende) kenmerken heeft. Kenmerkend aan episch-didactische verhalen is dat er twee dingen centraal staan: het verhaal als zodanig ofwel de epiek, en datgene wat er feitelijk bedoeld wordt ofwel de didactiek, vaak met een morele ondertoon. 
Het eenvoudigste episch-didactische genre is de fabel. De mythe en legende worden tegenwoordig meestal tot de epiek gerekend, maar oorspronkelijk hadden deze genres een sterk didactische inslag. Imaginaire reisverhalen worden over het algemeen tot de episch-didactische literatuur gerekend. Een zeer bekend voorbeeld van een dergelijke roman met een episch-didactische inslag is Robinson Crusoe. De moraal achter dit verhaal is dat de mens dankzij zijn geesteskracht zelfs in de meest barre en extreme omstandigheden in staat is vast te houden aan bepaalde elementaire principes, zoals het zich onthouden van kannibalisme.